# Hans Jürgen Diedrich
Hans Jürgen Diedrich (Stralsund, 30 april 1923 – München, 29 augustus 2012) was een Duits acteur en cabaretier. 
Tijdens de Tweede Wereldoorlog was Hans Jürgen Diedrich luitenant bij een Panzergrenadier-divisie en kwam bij de capitulatie van Duitsland in Britse krijgsgevangenschap terecht. In 1946 werd hij vrijgelaten. Teruggekeerd in Duitsland kwam hij in het theater terecht en maakte in 1947 zijn toneeldebuut in Hamburg-Harburg. Vanaf 1954 deed hij ook cabaret. Verder werkte hij mee in tal van film- en televisieproducties.
Ook gaf hij in hoorspelen en luisterboeken zijn stem aan de Meisterdetektiv Balduin Pfiff van Wolfgang Ecke.

## Filmografie
- 1957: Tante Wanda aus Uganda (niet op aftiteling)
- 1957: Denn sie müssen nicht was sie tun
- 1958: Eine kleine Machtmusik
- 1958: Sin Began with Eve
- 1958: Im gleichen Schrott und Trott
- 1958: Bette sich wer kann
- 1959: Der Widerspenstigen Lähmung
- 1959: Doctor Without Scruples
- 1959: Warten auf Niveau
- 1960: Crook and the Cross
- 1960: Immer will ich dir gehören
- 1960: Eine Frau fürs ganze Leben (niet op aftiteling)
- 1960: Tour de Trance
- 1961: Die Stunde, die du glücklich bist
- 1961: Wähl den, der lügt
- 1962: Überleben Sie mal
- 1962: Max, der Taschendieb (as Hans J. Diedrich)
- 1962: The Bellboy and the Playgirls (as Hans J. Dietrich)
- 1962: Streichquartett
- 1962: Er kann's nicht lassen
- 1963: Kleider machen Leute
- 1963: Orden für die Wunderkinder
- 1963: Amphitryon 38
- 1963: Halt die Presse
- 1964: Zweierlei Maß
- 1964: Don't Tell Me Any Stories
- 1964: Anklage gegen Unbekannt
- 1964: Krisen-Slalom
- 1965: Vor Nachbarn wird gewarnt
- 1965: Die fromme Helene
- 1965: Cigalon
- 1965: Der seidene Schuh
- 1966: Hurra - Ein Junge!
- 1966: An Affair of States
- 1966: Zwei Girls vom roten Stern
- 1967: Spiel mit dem Tode
- 1967: Die Reise des Herrn Perrichon
- 1968: Auch schon im alten Rom
- 1968: Der Vogelhändler
- 1969: D'Artagnan (spreker)
- 1971: La Femme, le Mari et la Mort oder Über die Schwierigkeiten, seinen Mann umzubringen
- 1971: Olympia - Olympia
- 1971: Hurra, wir sind mal wieder Junggesellen!
- 1972: Was wissen Sie von Titipu?
- 1972: Manolescu - Die fast wahre Biographie eines Gauners
- 1972: Plonk
- 1972: Die keusche Susanne
- 1973: Zwei Einakter
- 1973: Erster Klasse
- 1974: Bismarck von hinten oder Wir schliessen nie
- 1975: Streng geheim
- 1975: Der Brandner Kaspar und das ewig' Leben (niet op aftiteling)
- 1976: Herr S. kommt nicht zum Zuge
- 1977: Die Jugendstreiche des Knaben Karl
- 1980: Der Archivar
- 1981: Meisterszenen der Klamotte
- 1982: Sein Doppelgänger
- 1984: Zinsen des Ruhms
- 1990: Falsche Spuren
- 1991: Ehe auf Zeit
- 1992: 5 Zimmer, Küche, Bad

## Televisieseries
- 1960: Es geschah an der Grenze
- 1960: Am grünen Strand der Spree
- 1964: Das Kriminalmuseum - Der stumme Kronzeuge
- 1965: Der seidene Schuh (4 afleveringen)
- 1966: Gewagtes Spiel - Der Pechvogel
- 1966: Sie schreiben mit - Der dumme August
- 1967: Das Kriminalmuseum - Die Telefonnummer
- 1970: Otto, der Klavierstimmer
- 1970: Tausendundeine Nacht - Die Geschichte von Abu Hasan
- 1971: Das Messer (3 afleveringen)
- 1973: Der Bastian - Sieger in Rückwärtslauf
- 1974: Die Powenzbande (3 afleveringen)
- 1975, 1977, 1985: Dalli Dalli
- 1975: Beschlossen und verkündet - Herrn Wittichs Witwen en Alle Vorteile gelten
- 1975: Derrick - Ein Koffer aus Salzburg
- 1975: Hoftheater (13 afleveringen)
- 1977: Polizeiinspektion 1 - Der Föhn
- 1978: Polizeiinspektion 1 - Ein Sack voll Brillanten
- 1979: Bistro
- 1983: Unsere schönsten Jahre - Schau den Mond an
- 1983: Monaco Franze - Der ewige Stenz - Abgestürt
- 1985: Ich, Christian Hahn
- 1986: Ein heikler Fall
- 1986: Die Schwarzwaldklinik - Prost, Herr Professor
- 1986: Engels & Consorten
- 1989: Meister Eder und sein Pumuckl - Pumuckl will eine Uhr haben
- 1991: Scheibenwischer
- 1993: Ein Mann am Zug (16 afleveringen)
- 1994: Air Albatros
- 1995: Ein unvergeßliches Wochenende - An der Nordsee
- 1996: Dr. Stefan Frank - Der Arzt, dem die Frauen vertrauen (3 afleveringen)